# Shizarodon
Shizarodon — рід приматів, споріднений з лемуроподібними, який мешкав в Омані на початку олігоцену.